# Nieuw Slovenië

Logo

Nieuw Slovenië - Christelijke Volkspartij (Sloveens: Nova Slovenija - Krščanska ljudska stranka) (NSi) is een Sloveense christendemocratische partij, die zich nadrukkelijk als conservatieve partij profileert. Zij is sinds de eerste vrije verkiezingen in 1990 in het parlement vertegenwoordigd onder de naam Sloveense Christendemocraten (Sloveens: Slovenski krščanski demokrati SKD). De SKD fuseert in april 2000 met de Sloveense Volkspartij onder de naam SLS + SKD Slovenska ljudska stranka. De nieuw geformeerde partij valt op 31 januari 2002 alweer uiteen in het christendemocratische Nieuw Slovenië en de hernieuwde Sloveense Volkspartij.
Nadat de partij bij de verkiezingen in 2008 beneden de kiesdrempel viel, kwam zij bij de verkiezingen in 2011 weer terug met vier afdgevaardigden. Nieuw Slovenië is aangesloten bij de Europese Volkspartij. Sinds de verkiezingen voor het Europees Parlement in 2009 is Lojze Peterle afgevaardigde namens de NSi.
Sinds november 2008 is Ljudmila Novak partijvoorzitter. De partij nam deel aan het kabinet Janša (2012-2013) waarin Ljudmila Novak vicepremier en minister zonder portefeuille was.
Verkiezingsresultaten (in parlementszetels):

## Bekende personen
- Andrej Bajuk
- Lojze Peterle